# Abderrahmane Benguerrah
Abderrahmane Benguerrah (en arabe : عبد الرحمن بن قراح), né le 8 novembre 1955, est un diplomate algérien, ambassadeur d'Algérie en Inde depuis 2022. 

## Formation
Après l'obtention de son baccalauréat option mathématiques en 1975, il part étudier aux États-Unis. Il est titulaire de deux bachelors (en génie (en) et en économie (en)) et d'un master (en économie (en)) de l'université du New Hampshire, obtenus respectivement en 1980 et 1982,.

## Carrière
Diplomate de carrière, il a occupé tour à tour les fonctions d'ambassadeur, représentant permanent adjoint à New York, Nations Unies, ambassadeur au Sénégal, couvrant la Gambie, la Guinée-Bissau et le Cap-Vert, Royaume-Uni et actuellement en Inde. Il a présenté ses lettres de créances auprès du président indien Ram Nath Kovind le 16 mars 2023. Il est également accrédité auprès des Maldives, Sri Lanka et Népal.